# Frank Selten
Frank Selten (* 24. Februar 1939 in Breslau) ist ein deutscher Sprachlehrer und Jazzmusiker (Saxophone, auch Klarinette).

## Leben
Selten verbrachte seine Schulzeit bis zum Abitur in Melsungen. Er spielte im Schulorchester; als Banjospieler mit eigenem Trio erhielt er einen 1. Preis beim Schülerwettbewerb 1957 in Bad Hersfeld. In Frankfurt am Main studierte er Anglistik, Romanistik und Pädagogik, um dann als Sprachlehrer zu arbeiten. Von 1967 bis 1997 war er Leiter des Sprachenzentrums der Deutschen Lufthansa; bis 2005 fungierte er als fremdsprachendidaktischer Berater der Lufthansa Flight Training GmbH. Er ist Gründungsmitglied und langjähriger Präsident des Erfahrungsaustauschrings Fremdsprachen in der Wirtschaft (ERFA) und der International Airlines’ Language Conference (IALCO). 
Selten, der als Jazzmusiker Autodidakt ist, spielte seit 1960 Altsaxophon in der Blue Orleans Jazzband, danach war er einige Jahre Mitglied und Leiter der Sidewalk Jazzband; mit ihr kam es zur ersten Plattenaufnahme und einem 1. Preis als Altsaxophonist beim Düsseldorfer Amateur-Jazzfestival. Seit 1961 gehört er der Barrelhouse Jazzband an, zunächst als Altsaxophonist; später kamen weitere Saxophone und die Klarinette hinzu. Er ist auf allen Schallplatten und CDs der Band zu hören. 1968 erhielt er zusammen mit den anderen Mitgliedern der Barrelhouse Jazzband die Ehrenbürgerwürde von New Orleans.
Daneben gehörte Selten zeitweise zu den Dixie Syncopators und zu Big Band Memories.  Mit Jan Luley, Lindy Huppertsberg und Drummer Tobias Schirmer tritt er seit 2012 in seiner Formation Zu Viert auf.